# Guardian (canción)
«Guardian» es una canción de la artista canadiense Alanis Morissette, lanzado como el primer sencillo de su octavo álbum de estudio, Havoc and Bright Lights (2012). La canción fue escrita por Morissette y Guy Sigsworth, y producida por Sigsworth y Joe Chiccarelli. Es una canción de rock, donde Morissette promete cuidar de alguien especial.
El video musical de la canción fue dirigido por Barış Aladağ y fue rodado en Berlín, Alemania.

## Lista de canciones
- Descarga digital

1. "Guardian" – 4:18

- CD single[3]

1. "Guardian" – 4:18
2. "Lens" – 4:06
3. "Ironic" (Live in Berlin) – 4:03
4. "You Oughta Know" (Live in Berlin) – 5:10

## Posicionamiento en listas y certificaciones
| Listas (2012)                               | Mejor posición |
| ------------------------------------------- | -------------- |
| Alemania (Media Control AG)                 | 13             |
| Austria (Ö3 Austria Top 40)                 | 11             |
| Bélgica (Flandes) (Ultratop 50)             | 37             |
| Bélgica (Valonia) (Ultratip Bubbling Under) | 24             |
| Brasil (Billboard Hot 100)                  | 31             |
| Brasil (Billboard Hot Pop)                  | 22             |
| Canadá (Hot 100)                            | 41             |
| Estados Unidos (Bubbling Under Hot 100)     | 19             |
| Estados Unidos (Adult Pop Songs)            | 27             |
| Irlanda (IRMA)                              | 51             |
| Italia (FIMI)                               | 19             |
| Japón (Japan Hot 100)                       | 34             |
| Países Bajos (Mega Single Top 100)          | 62             |
| Suiza (Schweizer Hitparade)                 | 12             |

| País   | Organismo certificador | Certificación | Ventas |
| ------ | ---------------------- | ------------- | ------ |
| Italia | FIMI                   | Disco de Oro  | 15 000 |